# Christine Brodbeck
Christine Brodbeck (* 28. Juli 1950 in Basel) ist eine Schweizer Performancekünstlerin und Tänzerin.

## Leben und Werk
Christine Brodbeck absolvierte von 1968 bis 1973 eine klassische Ballettausbildung in ihrer Geburtsstadt Basel. Dort war sie eine Schülerin von Fred Aenis. Zudem hielt sie sich zwischen 1971 und 1975 häufig in London und Paris auf, wo sie sich mit den Modern-Dance-Techniken von Martha Graham und Merce Cunningham auseinandersetzte und Unterricht im Jazztanz bei Matt Mattox erhielt. 1975 begann sie, auch selbst erarbeitete Stücke einzustudieren.

«Christine Brodbecks Choreographien beschäftigen sich mit dem Körper als Instrument unendlicher Bewegungs- und Verwandlungsmöglichkeiten. Die einzelnen Tänze entstehen in einem improvisatorischen Prozeß – die Bewegungsmuster bleiben spielerisch. Für ihre Arbeiten verwendet Christine Brodbeck keine übliche Musikbegleitung, sondern mehr „akustische Ereignisse“: Töne, Klänge, Geräusche, Stimmen. Das Tonmaterial ist der Natur entnommen oder entspricht minimalistischen Klangkompositionen.»

In den 1980er Jahren hatte Christine Brodbeck zahlreiche Auftritte mit Soloperformances und Improvisationen in der Schweiz und in Deutschland. So war sie unter anderem in der Kunsthalle Basel (1981), Kunsthaus Zürich (1981), Kunstmuseum Luzern und Winterthur (1982), Rote Fabrik Zürich (1982, 1984), Kunsthalle Bern (1984), Sprengel Museum Hannover und documenta 8 (1987) zu sehen. In New York City trat sie seit 1983 (u. a. in The Kitchen) ebenfalls auf. Brodbeck nahm auch an einer Reihe von Festivals wie dem steirischen herbst in Graz (1984) und dem Zürcher Theater Spektakel (1986) teil. Sie wurde, stark beeinflusst durch die New Yorker Szene, zur Pionierin der Schweizer Tanzperformance.
Neben ihren Auftritten arbeitete Christine Brodbeck seit Mitte der siebziger Jahre im Bereich Tanzpädagogik. Sie leitete Seminare und Workshops in Deutschland, Österreich und der Schweiz und lehrte als Gastdozentin an der Abteilung Kunst der Universität Kassel. Von 1982 bis 1988 war sie als Kuratorin für Tanzperformance an der Kunsthalle Basel tätig.
Auf dem Höhepunkt ihrer Karriere veränderte Christine Brodbeck ihr Leben radikal. Sie wandte sich dem Sufismus zu, begann zu schreiben und zog nach Istanbul.

## Ausstellungen (Auswahl)
- 1987: documenta 8, Kassel
- 1981: 6 Künstler aus Basel (Miriam Cahn, Anna Winteler, Rut Himmelsbach, Vivian Suter, Hannah Villiger und Christine Brodbeck). Kunsthalle Basel, Kurator: Jean-Christophe Ammann

## Auszeichnungen (Auswahl)
- 1990: Manor Kunstpreis
- 1990: Rheinbrücke-Preis Basel
- 1988: Kunstpreis des Lions Club Basel
- 1983: Kleiner Basler Kunstpreis der Bahnhof-Akademie